# Distretto di Chomutov

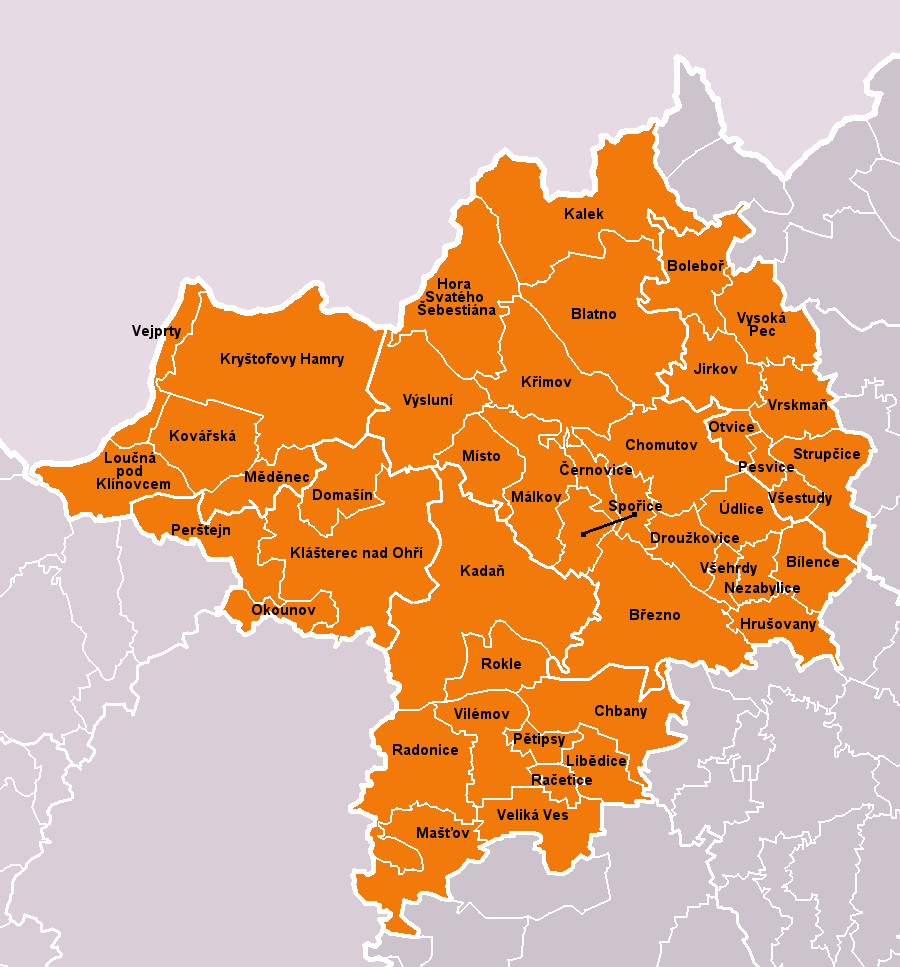
Comuni del distretto

Il distretto di Chomutov (in ceco okres Chomutov) è un distretto della Repubblica Ceca nella regione di Ústí nad Labem. Il capoluogo di distretto è la città di Chomutov.

## Geografia antropica
Il distretto conta 44 comuni:

### Città
- Chomutov
- Jirkov
- Kadaň
- Klášterec nad Ohří
- Loučná pod Klínovcem
- Mašťov
- Vejprty
- Výsluní

### Comuni mercato
- Il distretto non comprende comuni con status di comune mercato.

### Comuni
- Bílence
- Blatno
- Boleboř
- Březno
- Chbany
- Černovice
- Domašín
- Droužkovice
- Hora Svatého Šebestiána
- Hrušovany
- Kalek
- Kovářská
- Kryštofovy Hamry
- Křimov
- Libědice
- Málkov
- Měděnec
- Místo
- Nezabylice
- Okounov
- Otvice
- Perštejn
- Pesvice
- Pětipsy
- Račetice
- Radonice
- Rokle
- Spořice
- Strupčice
- Údlice
- Veliká Ves
- Vilémov
- Vrskmaň
- Všehrdy
- Všestudy
- Vysoká Pec